# Puy de la Combegrasse
Le puy de la Combegrasse est un sommet d'origine volcanique culminant à 1 121 m d'altitude dans le département français du Puy-de-Dôme.

## Géographie
Le puy de la Combegrasse est situé dans la chaîne des Puys, au sein du Massif central.

## Histoire

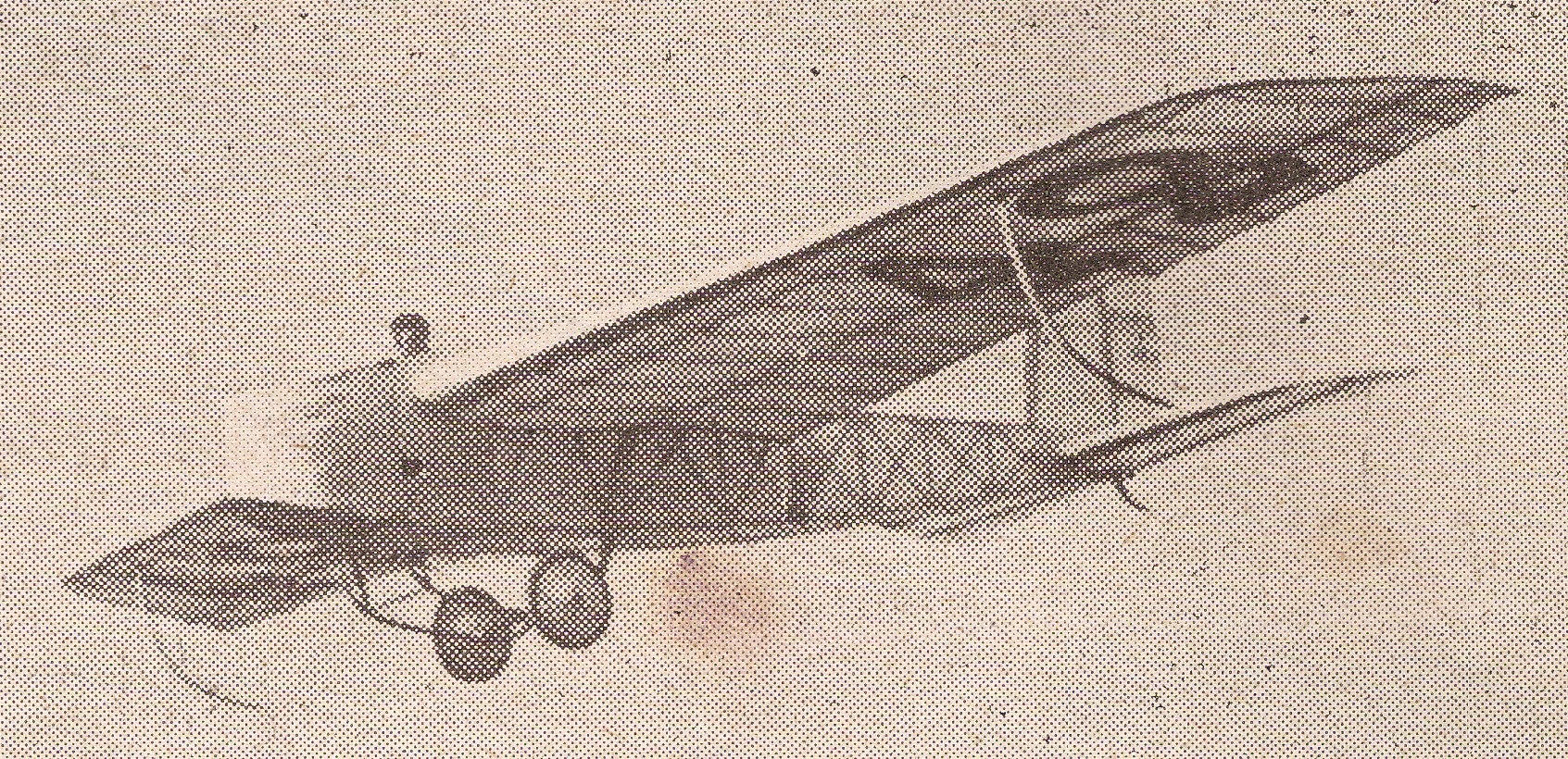
Le planeur Abrial A-1 de Georges Abrial en 1922 à Combegrasse.

Avec l'appui du Ministère de la Guerre et de l'Aéronautique, le premier Congrès expérimental d'aviation sans moteur a lieu sur les pentes du puy de la Combegrasse du 6 au 20 août 1922. On peut y voir déjà le champion français Éric Nessler, Georges Abrial et Jean Casale sur un monoplan de Louis de Monge.
Le Congrès fait suite aux résultats obtenus par les concours allemands de la Rhön. La France ignorait alors à peu près tout des « mécanismes » des vols allemands. Les organisateurs ont choisi Combegrasse en ignorant tout des caractéristiques de la Wasserkuppe. Les organisateurs ont trouvé simplement une hauteur d'où les planeurs pouvaient décoller et des terrains tout autour où ils pouvaient atterrir, une dénivellation assez importante pour y faire des vols planés. Le choix de Combegrasse a été critiqué par la suite ; les vents y furent quasiment inexistants ou défavorables à de longs vols. Après ce premier congrès, un centre est installé de manière durable sur la Banne d'Ordanche qui devient le berceau du vol à voile français de 1931 à 1939 et de 1941 à 1943.